# Crepúsculo

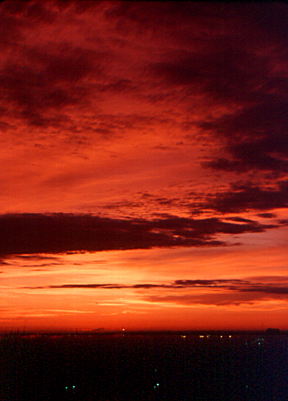
Crepúsculo. El color rojo se debe a la dispersión de la luz producida por la atmósfera. Los colores violeta, celeste, etc., son dispersados con mayor eficiencia, y casi no llegan al observador. El enrojecimiento es notorio en las horas del crepúsculo, porque la luz recorre mayores distancias dentro de la atmósfera.

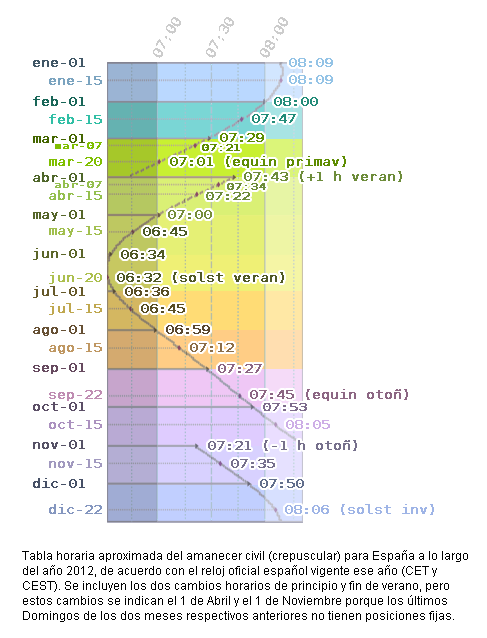

Se llama crepúsculo a cierto intervalo antes de la salida o después de la puesta del Sol, durante el cual el cielo está parcialmente iluminado por el sol, sin estar ni totalmente oscuro ni completamente iluminado. El crepúsculo se produce porque la luz del Sol ilumina las capas altas de la atmósfera. La luz se difunde en todas direcciones por las moléculas del aire, llega al observador e ilumina todo su entorno.
- Crepúsculo matutino: ocurre antes de la salida del Sol y se llama también amanecer, aurora, alba, dilúculo  o lubricán.[3]
- Crepúsculo vespertino: ocurre tras la puesta del Sol, también llamada atardecer, ocaso, anochecer o arrebol.

Existen tres categorías de crepúsculo que se definen según la distancia (angular) a la que se encuentra el sol por debajo del horizonte.

## Tipos de crepúsculo

### Primer criterio del crepúsculo
Crepúsculo civil
- Vespertino: desde la puesta del Sol hasta que su altura es -6° (6 grados por debajo del horizonte).
- Matutino: desde que el Sol tiene una altura de -6° hasta la salida del astro.

Con el Sol a -6°, se ve con cierta facilidad las estrellas de primera magnitud y los planetas que pudieran estar sobre el horizonte. Típicamente, es el intervalo habitual en que, con el Sol bajo el horizonte, en las ciudades no se requiere iluminación artificial.
Crepúsculo náutico
- Vespertino: desde la puesta del Sol hasta que su altura es -12°.
- Matutino: desde que el Sol tiene una altura de -12° hasta su salida.

Con el Sol a -12° se puede ver con cierta facilidad las estrellas náuticas de primera y segunda magnitud, y son fáciles de reconocer las principales constelaciones. La importancia de los astros para los marinos, radica en que en el pasado se usaban para determinar la posición de la embarcación, midiendo la altura de las estrellas con un sextante.
Además cuando el Sol está a 12° por debajo del horizonte, es el límite aproximado de luz que permite ver la línea del horizonte marítimo.
Crepúsculo astronómico
- Vespertino: desde la puesta del Sol hasta que su altura es -18°.
- Matutino: desde que el Sol tiene una altura de -18° hasta su salida.

Con el Sol a -18° de altura, se puede detectar a simple vista las estrellas de sexta magnitud. Se toma una altura aún inferior a los otros crepúsculos (-18°), para garantizar que la luz del Sol no interfiera con las observaciones astronómicas.

### Segundo criterio del crepúsculo
En este caso el crepúsculo civil tiene al Sol con alturas comprendidas entre el horizonte y los -6°. En el crepúsculo náutico el Sol está entre los -6° y los -12°. Y en el crepúsculo astronómico, las alturas del Sol están entre los -12° y los -18°.
En el criterio 1, el crepúsculo astronómico abarca a los otros dos, y el crepúsculo náutico abarca al civil. En el criterio 2, los tres crepúsculos son intervalos de tiempo distintos. Hay bibliografía, fundamentalmente astronómica, que usa uno u otro criterio.
La duración del crepúsculo, cualquiera sea, depende del día del año y de la latitud del observador. Para un observador situado en el ecuador, la duración es casi la misma en todo el año. Si el observador se encuentra en un polo terrestre, el cálculo de la duración deberá tener en cuenta que el día y la noche duran 6 meses aproximadamente. Para latitudes intermedias, un valor típico de la duración del crepúsculo civil es de media hora.

## Iconología

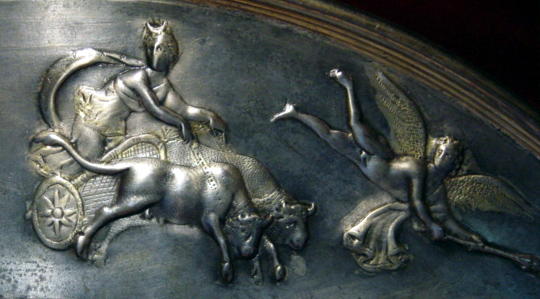
Crepúsculo en forma de Diana.

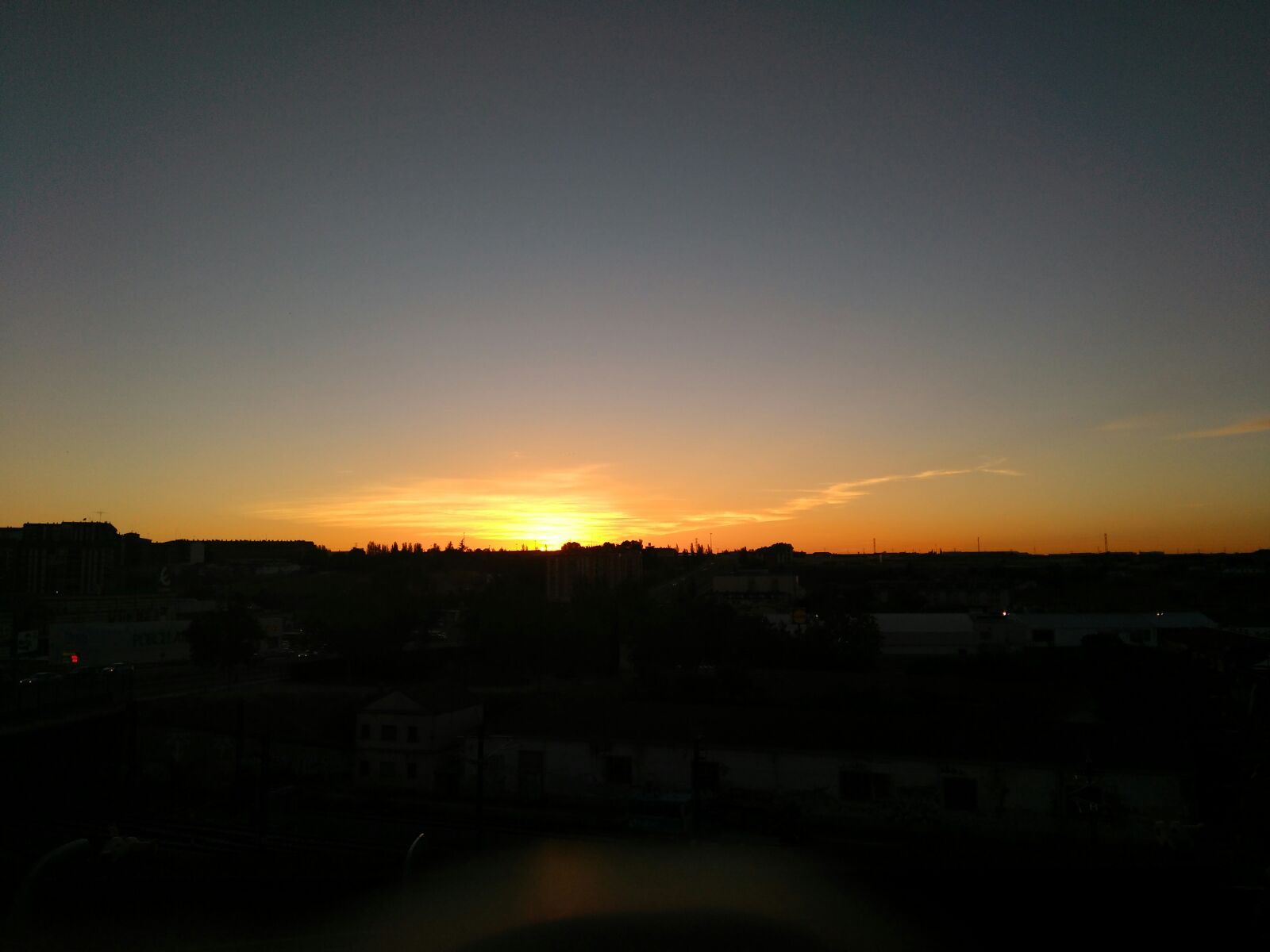
Puesta de sol en Zamora (España) el 13 de julio de 2016 a las 20:53 horas.

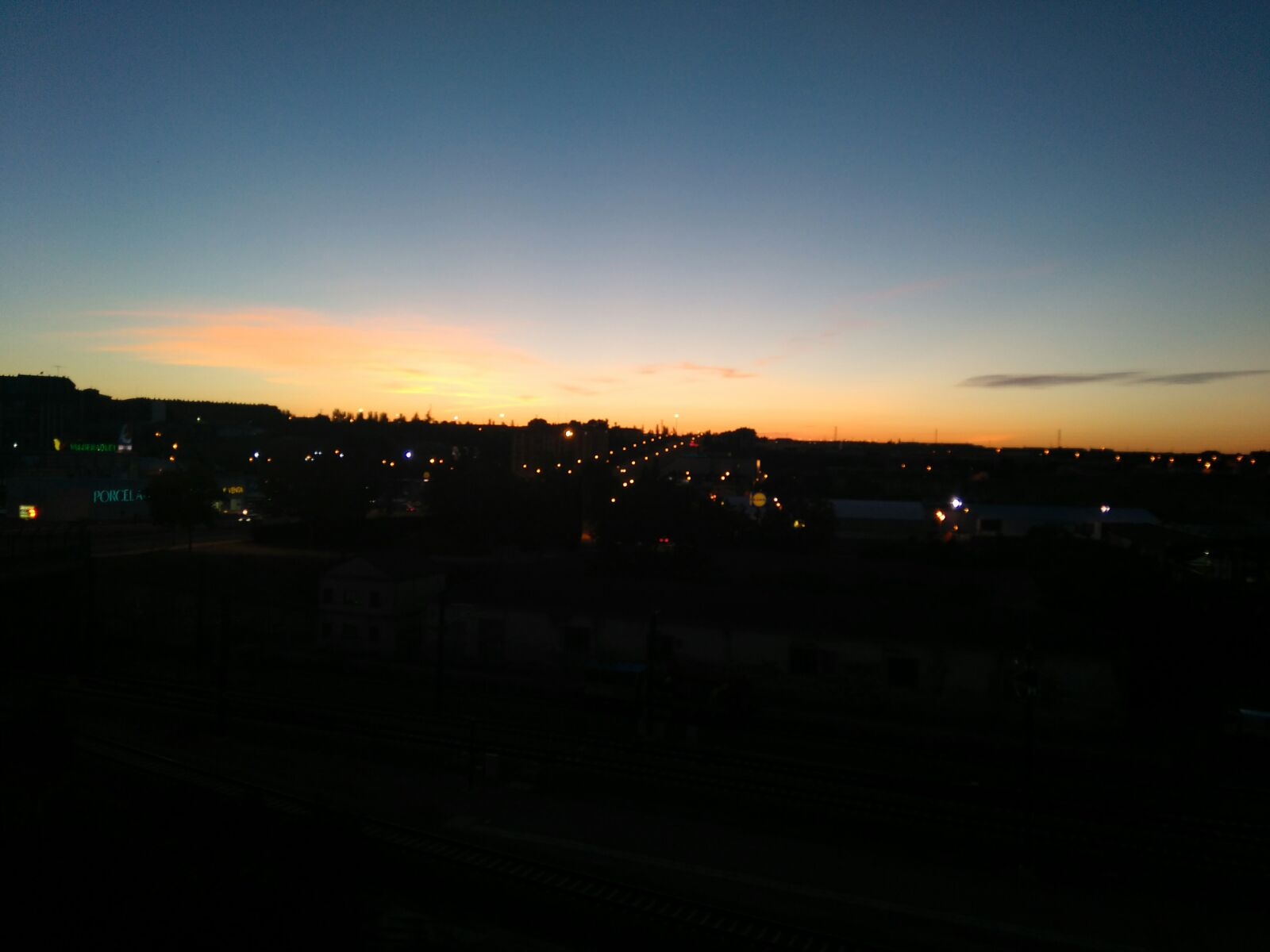
Crepúsculo vespertino en Zamora el 13 de julio de 2016 a las 21:18 horas.

El crepúsculo de la mañana se representa por un joven volando que tiene una estrella sobre su cabeza. Derrama con un vaso gotas de agua o el rocío, y cerca de él vuela una golondrina. Otros le dan una antorcha y un gran velo extendido sobre la cabeza; pero un poco hacia atrás, para representar que el crepúsculo participa tanto de la luz como de las tinieblas.
El de la tarde se halla también representado por un joven con alas negras que huye por debajo el velo de la noche; tiene igualmente una estrella sobre la cabeza y lleva un murciélago. Se le representa también por una figura de mujer, bajo la forma de Diana o Luna, conduciendo un carro tirado por dos bueyes, que descienden por una montaña. Los caballos del Sol o del Día trepan por un monte; y los de Diana o de la Tarde, bajan por otra.

## Galería

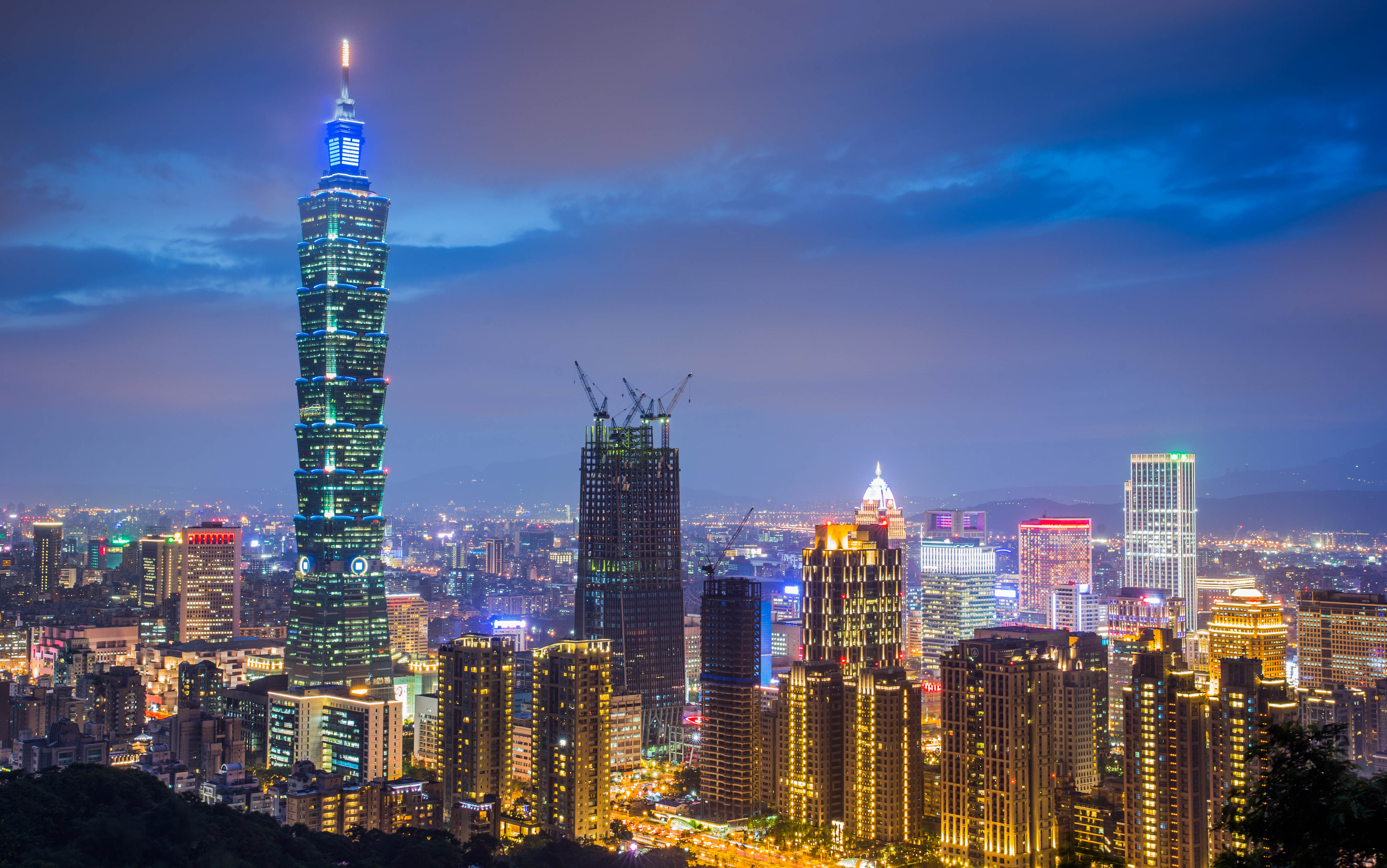
El crepúsculo en Taipei (Taiwan)
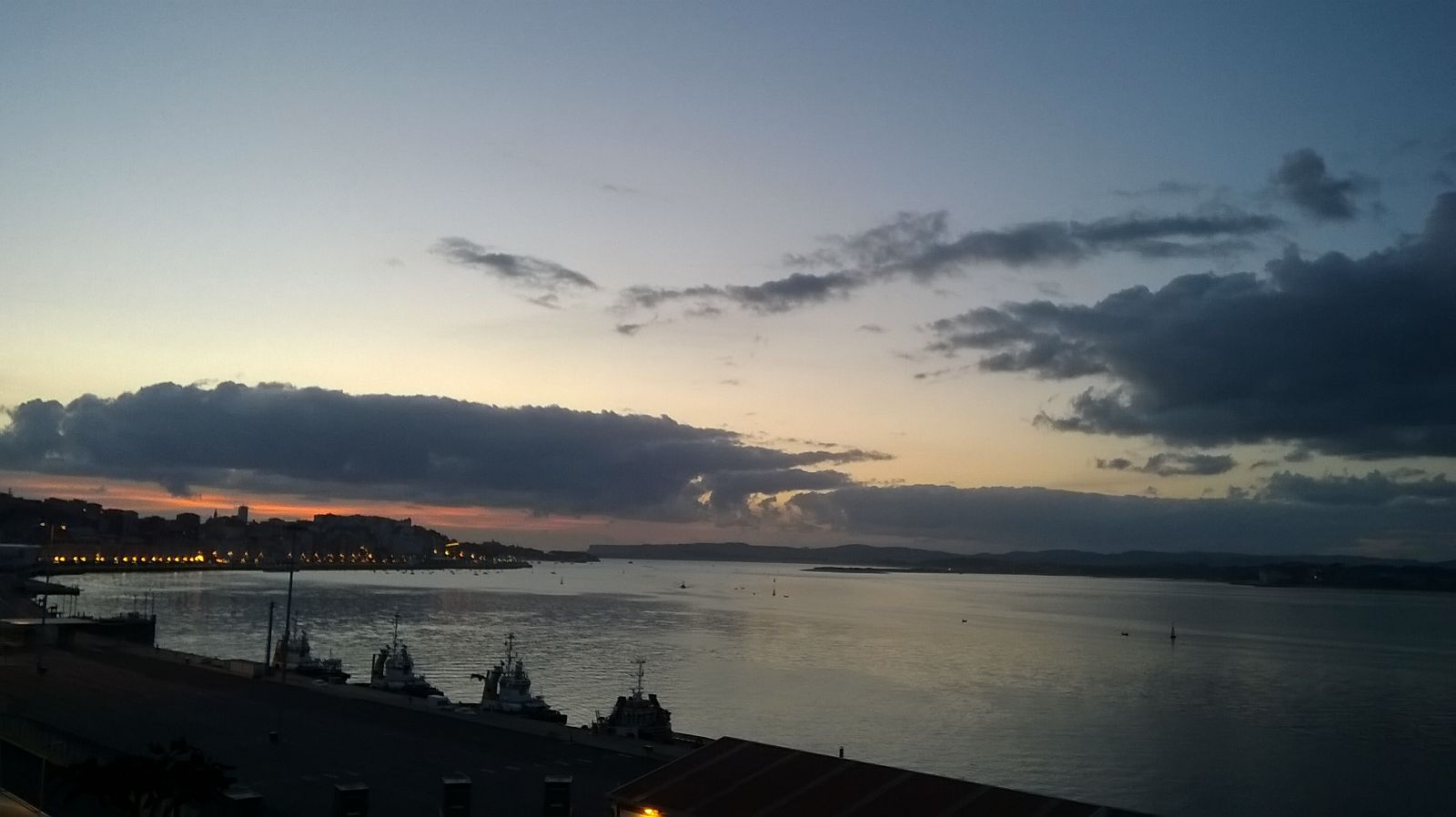
Crepúsculo matutino, Santander. 14/7/2016 5:48.
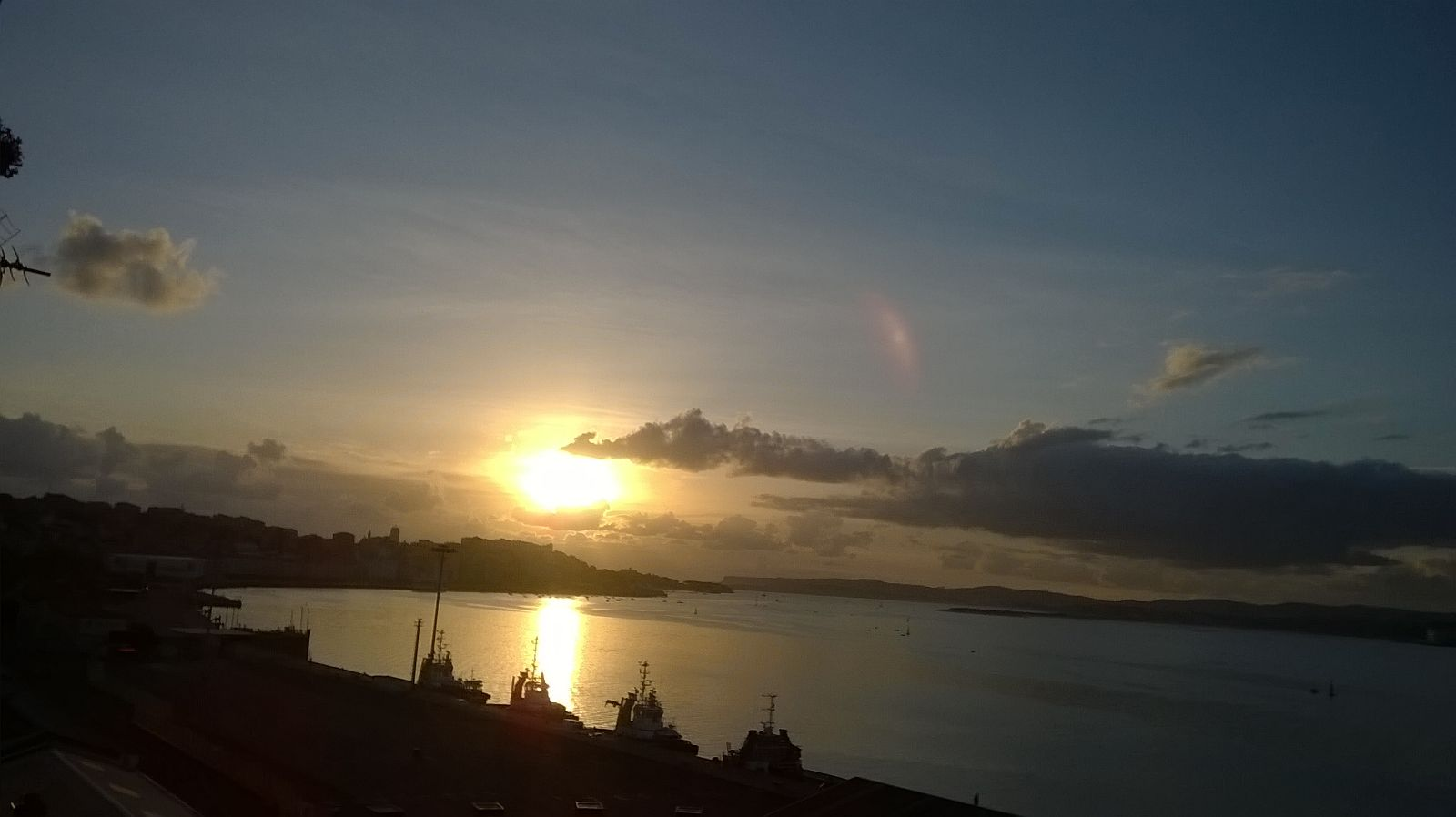
Salida de Sol Santander. 14/7/2016,6:15.
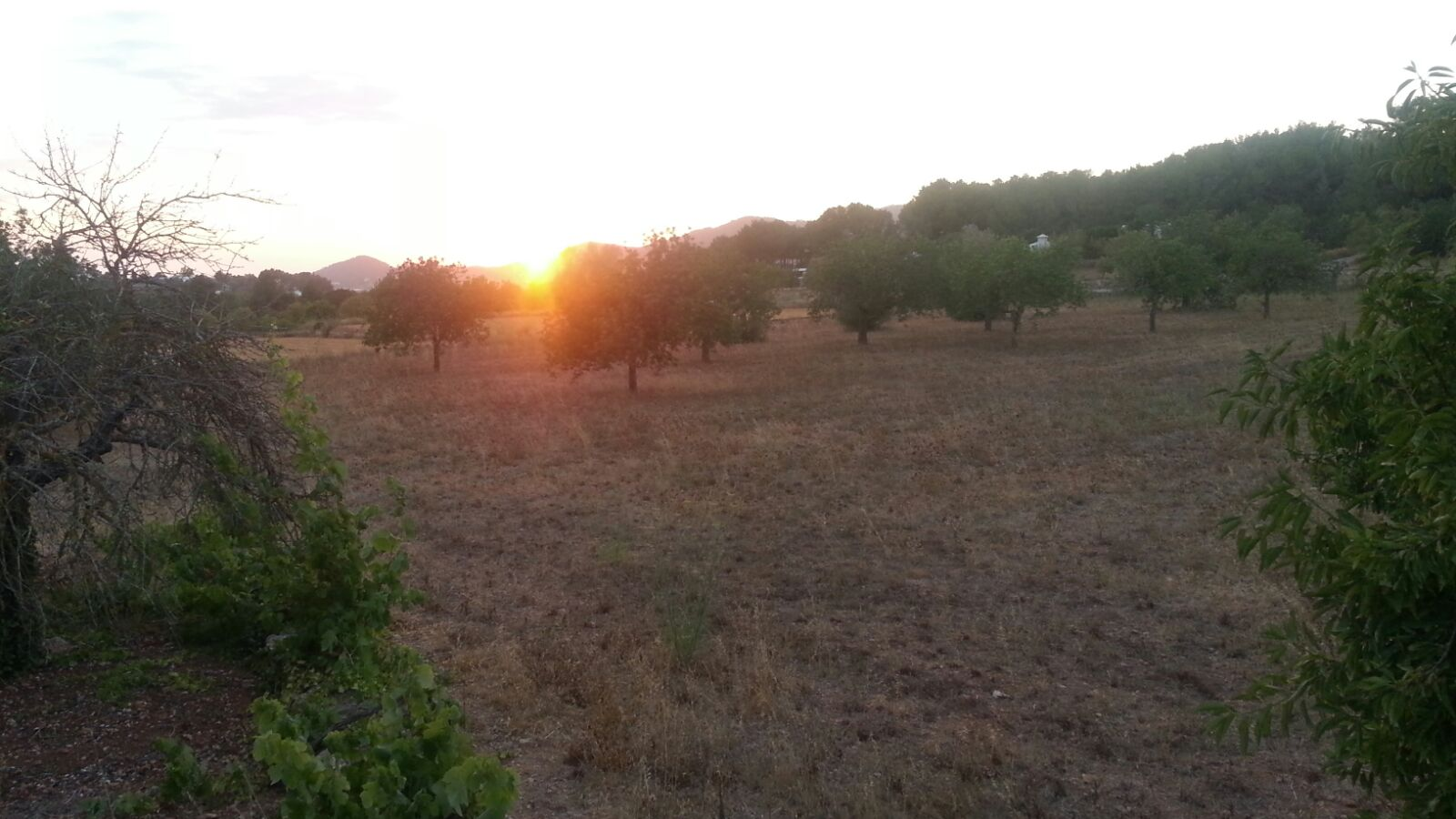
Puesta de Sol en Ibiza. 13/7/2016 20:12.
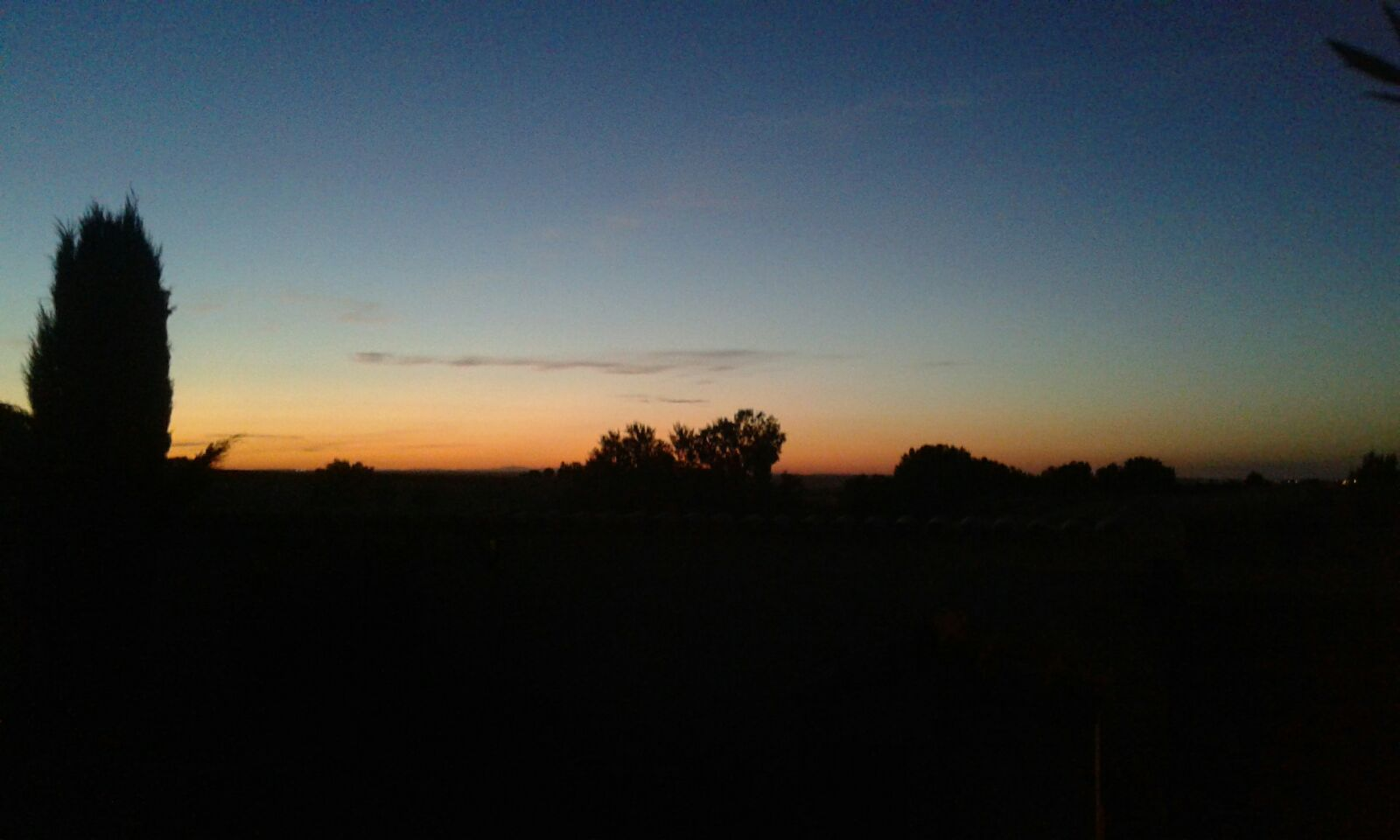
Crepúsculo vespertino, Zamora. 13/7/2016 21:38.
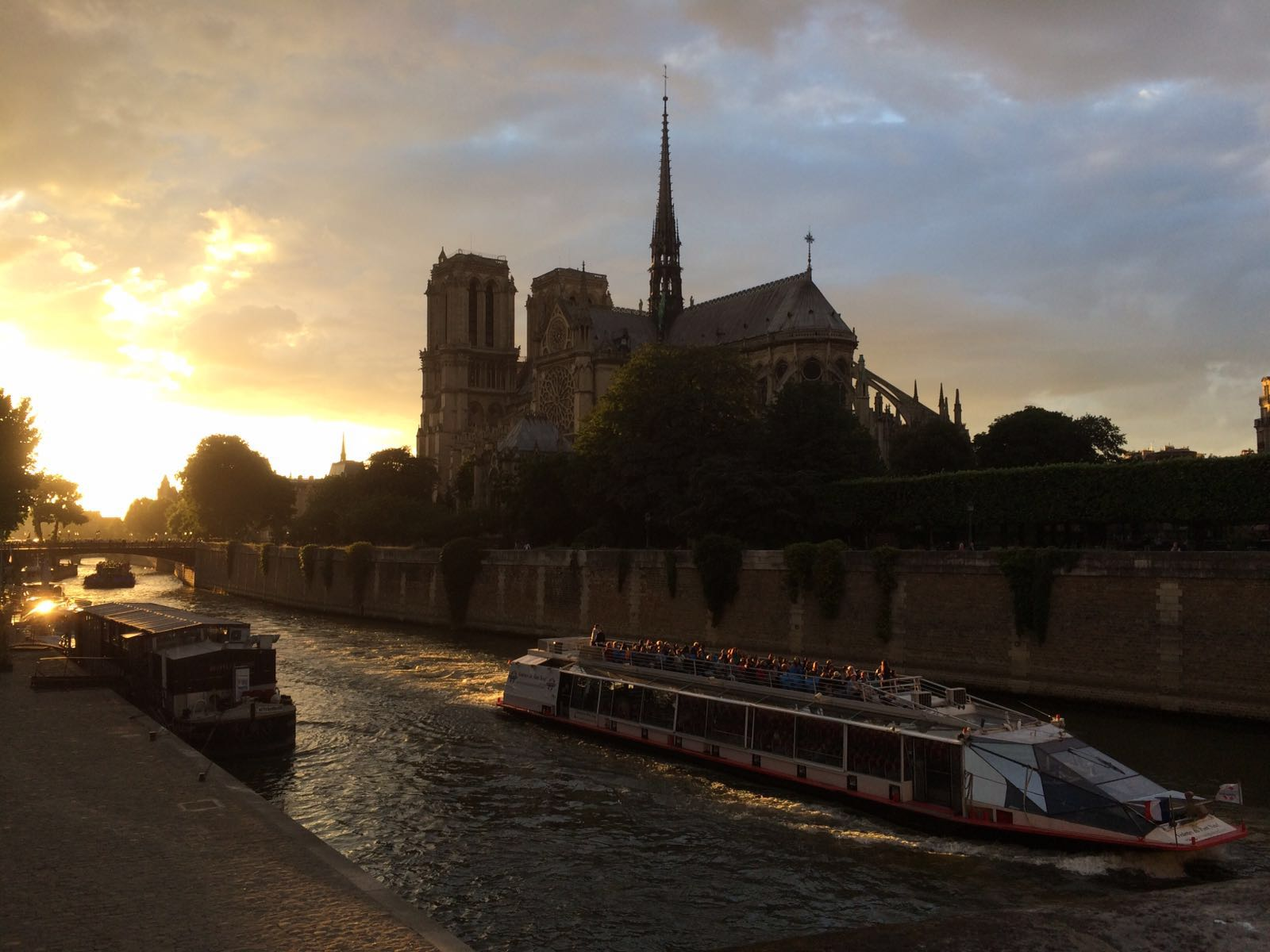
Puesta de Sol en París. 13/7/2016 20:30.
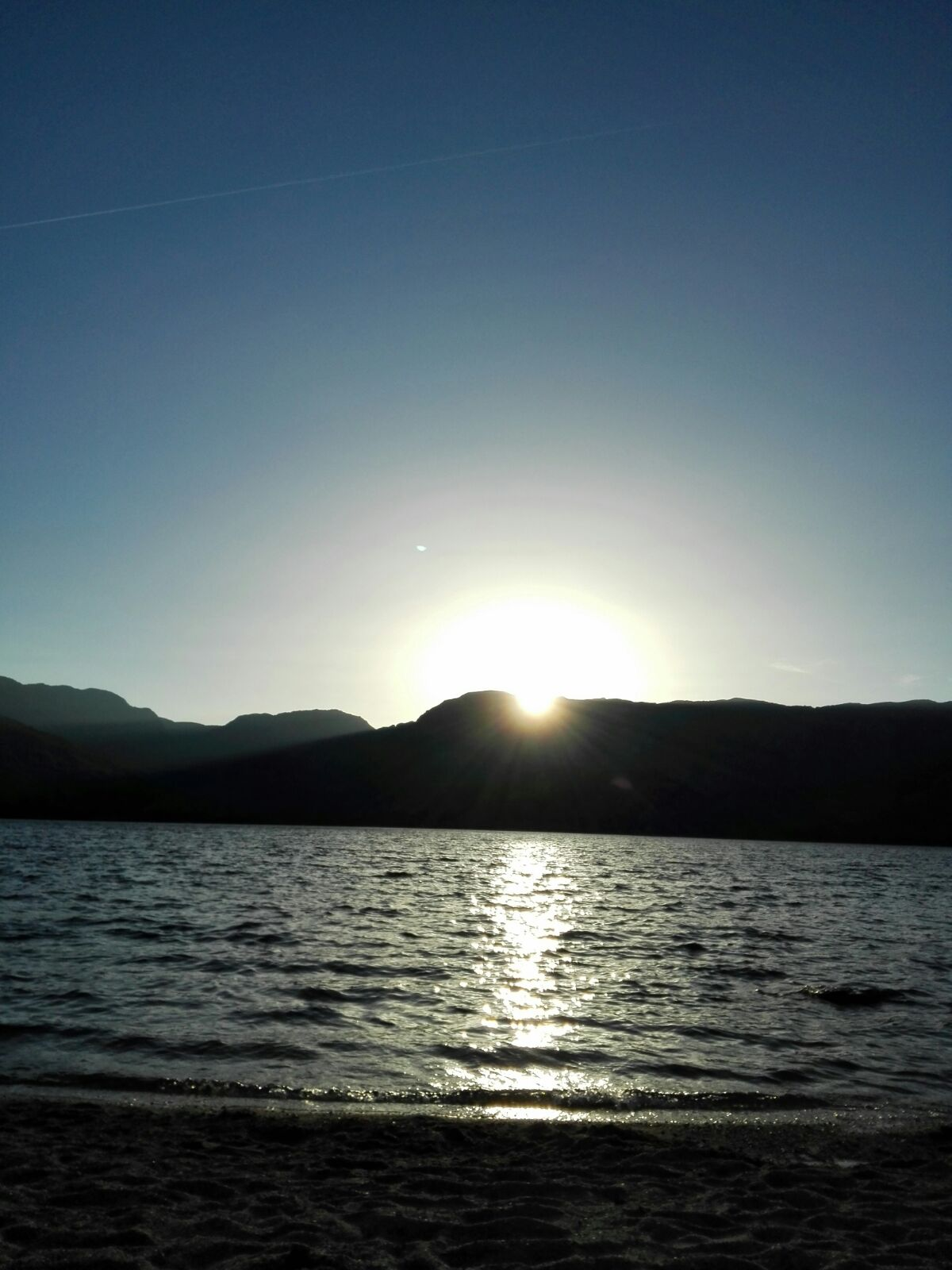
Puesta de Sol en el Lago de Sanabria. 20/7/2016.
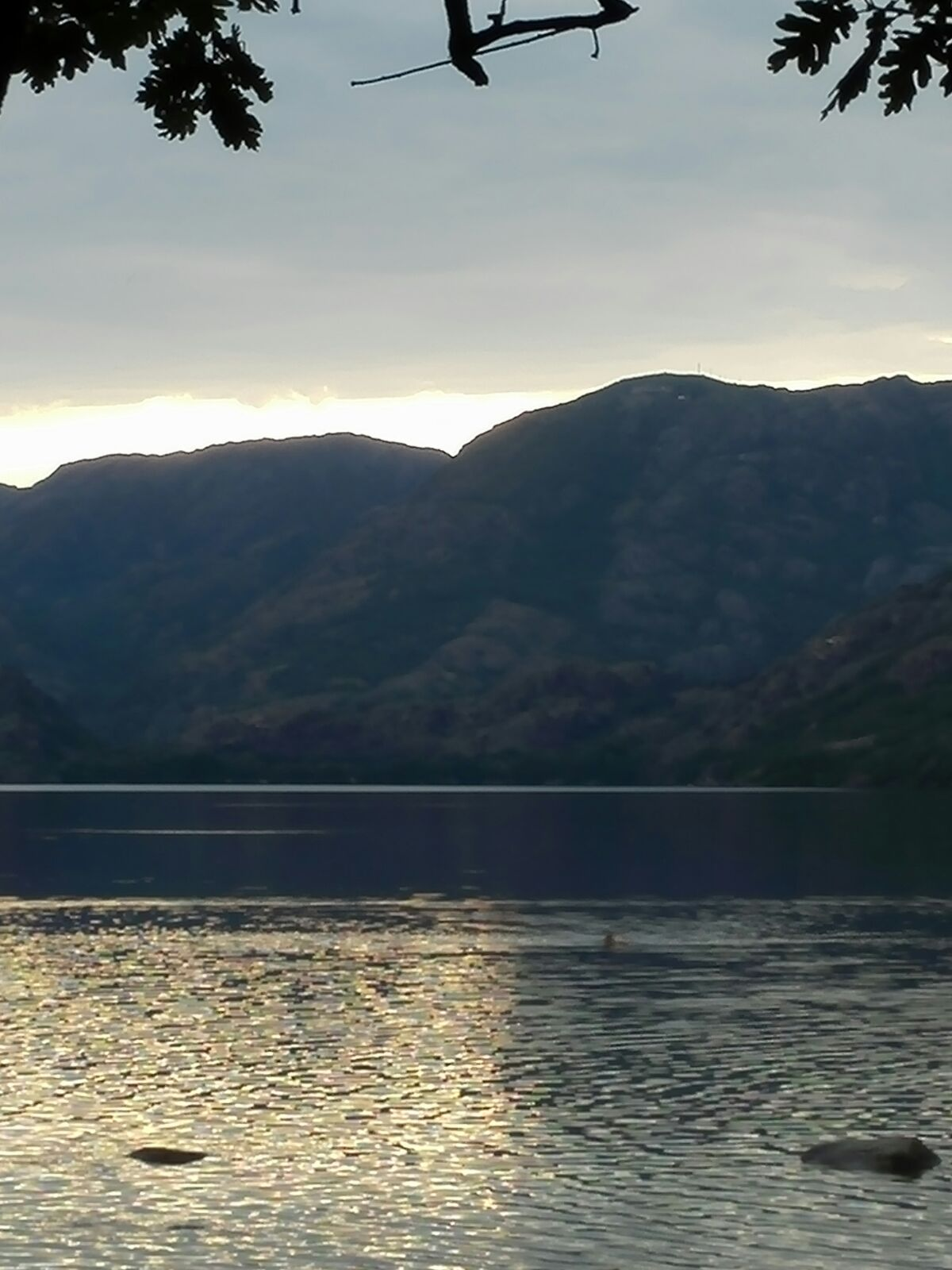
Crepúsculo vespertino, Sanabria. 20/7/2016.
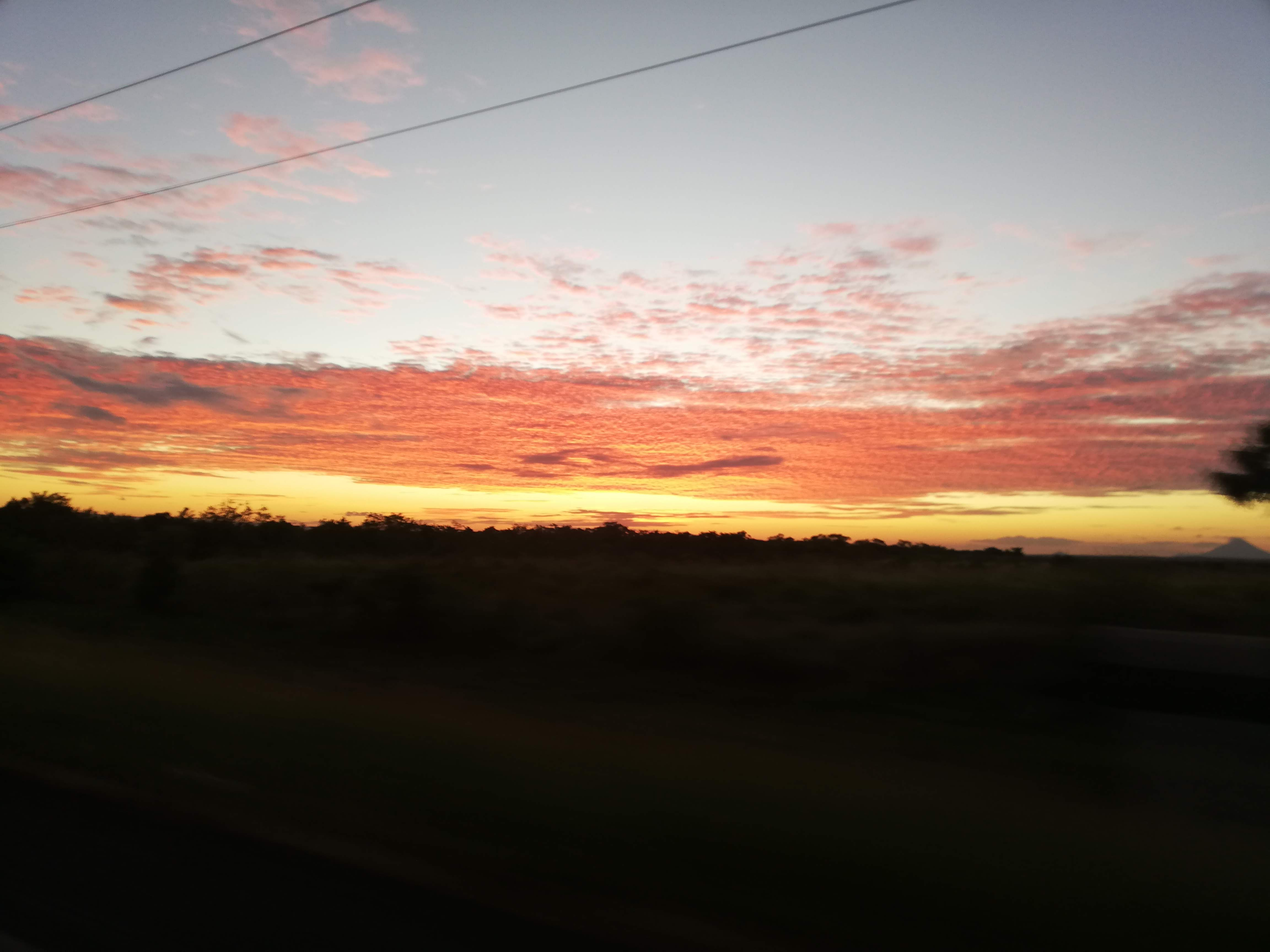
Atardecer en San Benito, Managua, Nicaragua
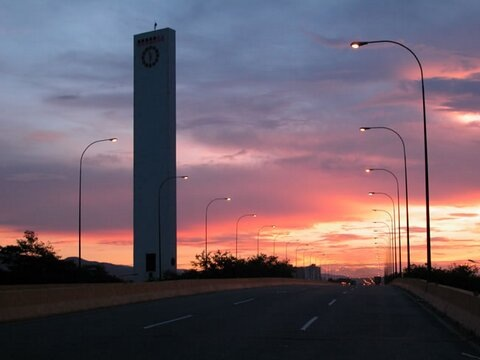
Puesta del sol en la ciudad de Barquisimeto, Venezuela.
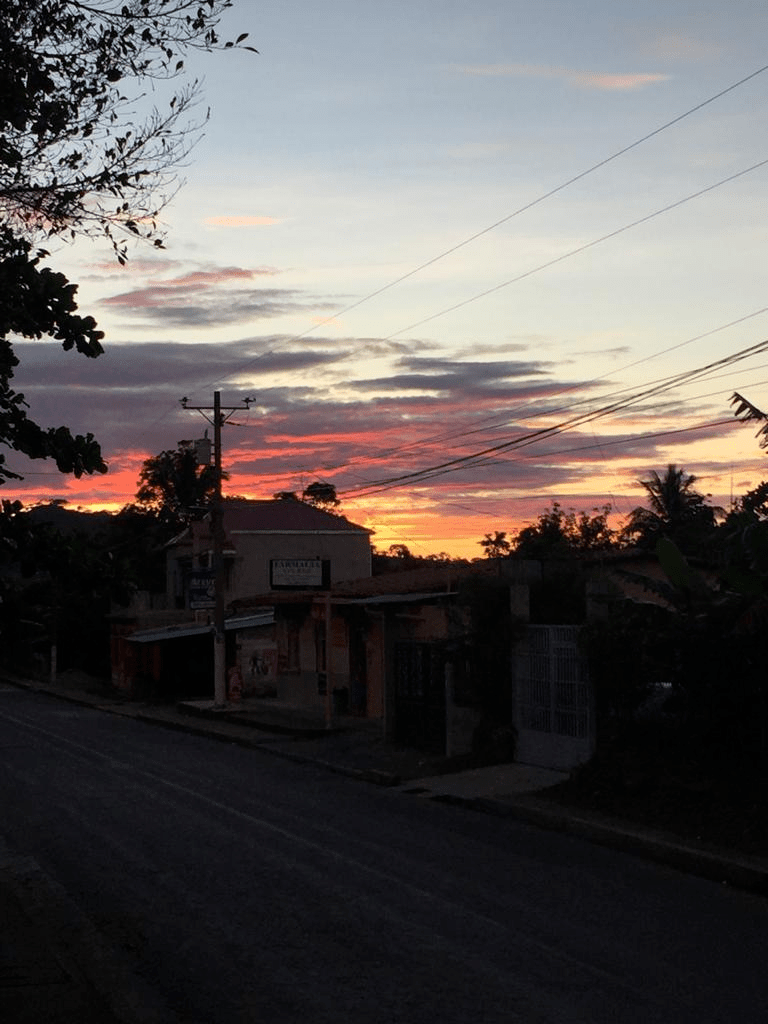
Crepúsculo del sol en Guarjila, Chalatenango.